# Onze-Lieve-Vrouwekerk (Oksbøl)
De Kerk van Onze-Lieve-Vrouw (Deens: Vor Frue Kirke) is een kerkgebouw in het dorp Oksbøl, dat behoort tot de gemeente Sønderborg, Denemarken.

## Beschrijving
De kerk betreft een oorspronkelijk romaans gebouw uit de jaren 1100, met een gotische toren en een gotisch voorportaal uit de jaren 1400.

## Interieur
De preekstoel stamt uit 1626 en zou zijn gesneden door de houtsnijwerker Jørgen Ringnis. De reliëfs op de preekstoel beelden de volgende Bijbelse voorstellingen uit: het offer van Abraham, Mozes en de koperen slang, de Kruisiging, de Opstanding en de Hemelvaart.
Sinds 1957 heeft het oude gotische altaarstuk weer een plaats in de kerk. Het altaar uit circa 1450 verhuisde na een lang verblijf op de kerkzolder in 1902 naar het museum te Flensburg. Nadat Sønderborg na de volksraadpleging met Denemarken werd herenigd, kwam het altaarstuk in het museum van het Sønderborg Slot terecht. Het door het Nationaal Museum gerestaureerde altaar kreeg in 1957 zijn plaats in de kerk terug.
Het barokke houten doopvont stamt uit 1692.
De gevallenen in de Eerste Wereldoorlog worden herdacht in het kerkportaal. Het herdenkingsmonument met daarop de namen van de niet teruggekeerden stond vroeger buiten aan dezelfde portaalmuur, maar werd in 1975 verhuisd naar de huidige plaats.

## Orgel
Het oude orgel werd in de jaren 1980 vervangen door een nieuw orgel van Marcussen & Søn uit Aabenraa. Het nieuwe orgel werd op 27 november 1988 ingewijd.